# Route nationale 172
Pour les articles homonymes, voir Route nationale 172 (homonymie).
La Route nationale 172 ou RN 172 était une route nationale française qui reliait Bayeux à Coutances.
Dans les années 1970, elle a été renommée RD 972 dans la Manche et RD 572 dans le Calvados.
Elle fait partie de la voie de la Liberté entre Saint-Lô et Coutances.

## De Bayeux à Coutances
Les agglomérations desservies sont:
- Bayeux (km 0)
- Saint-Lô (km 37)
- Coutances (km 67)

Elle traverse également le village artisanal de Noron-la-Poterie mais aussi la forêt de Cerisy.
À Saint-Lô, la RD 972 contourne la ville par le sud, passant par la zone Delta, le hall des expositions et le boulevard de la commune jusqu'au Bois-Ardent. De là on peut soit continuer sur la rocade, soit prendre le périphérique à 2×2 voies pour rejoindre la route de Coutances à Agneaux.
La mise à 2×2 voies de la portion entre Agneaux et Coutances est de plus en plus souvent évoquée par les élus locaux car le Coutançais devient la seule partie du département de la Manche à ne pas être desservie en voie de type autoroutier.

## Sections à trois voies
Des sections à trois voies existent sur:
- la rocade de Subles
- deux sections entre La Barre-de-Semilly et la forêt de Cerisy
- trois sections entre Saint-Gilles et Coutances